# Website Boosting
Die Website Boosting ist ein Fachmagazin, das die Bereiche Online Marketing, E-Commerce, Usability abdeckt.
Das Magazin erscheint alle zwei Monate und zusätzlich werden die historischen Ausgaben online bereitgestellt. Ergänzend erscheinen regelmäßige Newsletter, Blogbeiträge und Publikationen auf unterschiedlichen Kanälen.

## Inhalt
Seit der Erstausgabe im Mai 2010 liegt der Schwerpunkt auf Trends und Themen. Der Inhalt wird von Experten und Praktikern der Branche beigesteuert.